# Hoogovenstoernooi 1976
Het Hoogovenstoernooi 1976 was een schaaktoernooi dat plaatsvond in het Nederlandse Wijk aan Zee. Het werd gewonnen door Friðrik Ólafsson en Ljubomir Ljubojević.

## Eindstand
| Nr.   | Speler              | Punten |
| ----- | ------------------- | ------ |
| Goud  | Friðrik Ólafsson    | 7½     |
| Goud  | Ljubomir Ljubojević | 7½     |
| Brons | Michail Tal         | 6½     |
| Brons | Bojan Kurajica      | 6½     |
| 5     | Walter Browne       | 5½     |
| 5     | Jan Smejkal         | 5½     |
| 7     | Hans Ree            | 5      |
| 7     | Mark Dvoretzky      | 5      |
| 7     | Ulf Andersson       | 5      |
| 10    | Gennadi Sosonko     | 4½     |
| 10    | Kick Langeweg       | 4½     |
| 12    | Hans Böhm           | 3      |